# Rue Lomonossov

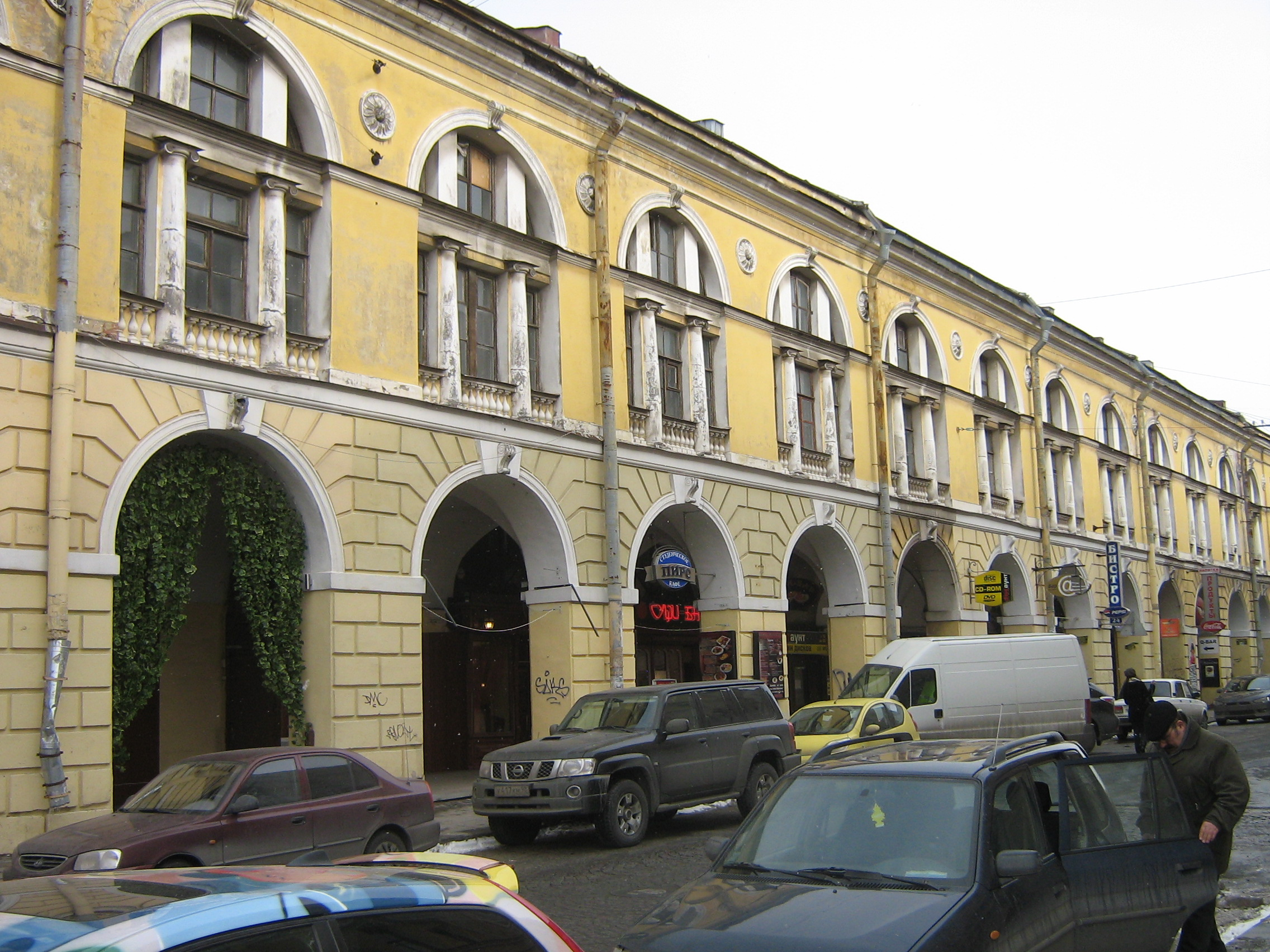
Vue du N°2 avec ses fenêtres à colonnes ioniques

La rue Lomonossov (улица Ломоносова) est une voie de la ville de Saint-Pétersbourg.

## Situation et accès
Cette rue du district central, située en plein centre-ville historique commence quai du canal Griboïedov et se termine à la perspective Zagorodny. Sa longueur est de 620 mètres.
La station de métro la plus proche est Gostiny Dvor. 
Voies adjacentes

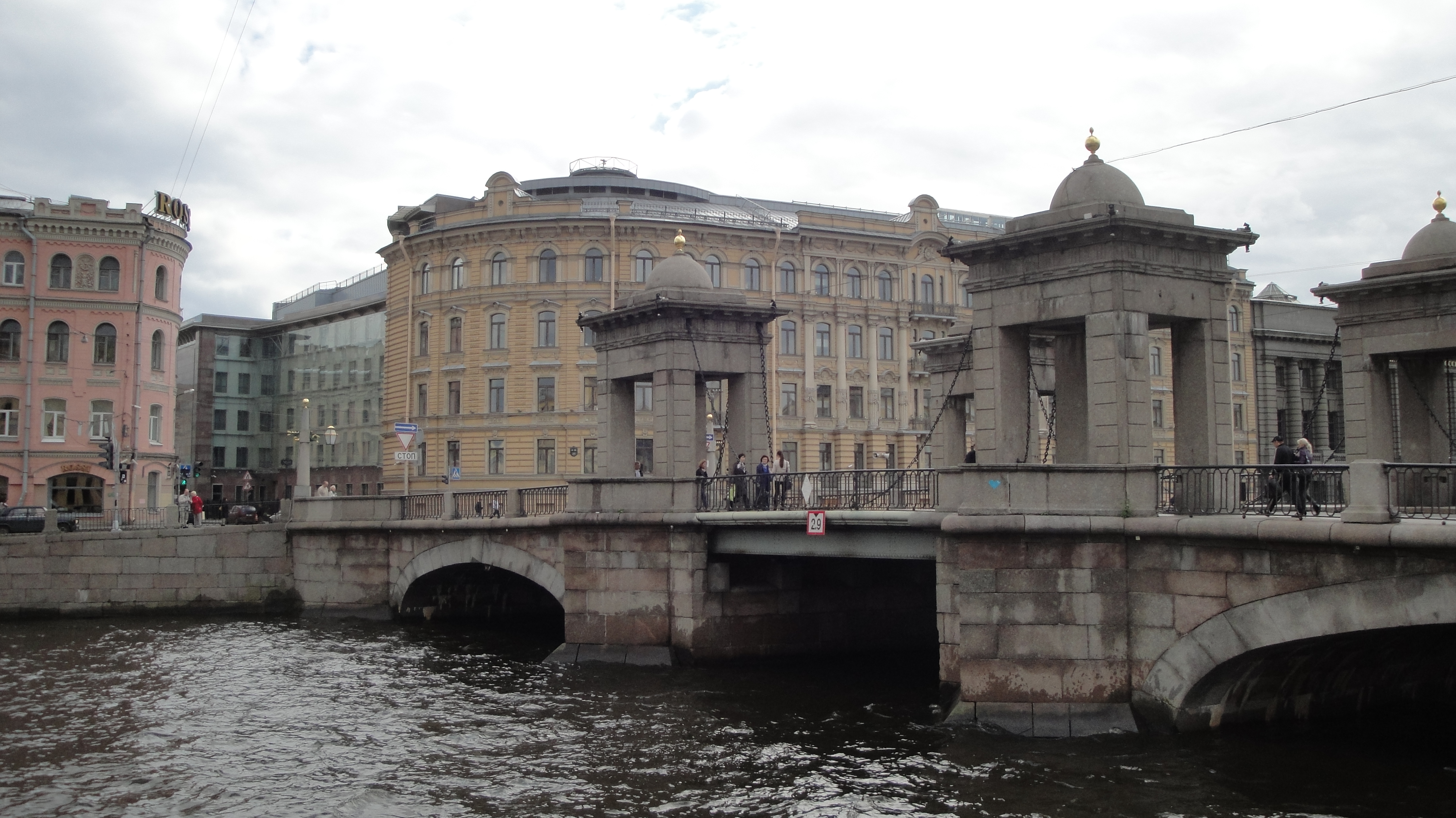
Vue du pont Lomonossov qui prolonge la rue Lomonossov. On aperçoit à gauche la façade rose du N°12 et en face la façade refaite en 2004-2006 du N°7

La rue Lomonossov est coupée par les rues suivantes :
- Quai du canal Griboïedov
- Rue Doumskaïa (de la Douma)
- Passage Vozkressenski
- Ligne Kouriatnaïa
- Place Lomonossov
- Quai de la Fontanka (côté impair)
- Pont Lomonossov
- Quai de la Fontanka (côté pair)
- Rue Rubinstein et perspective Zagorodny, formant les Cinq-Angles

## Origine du nom
Cette rue rend honneur à Mikhaïl Lomonossov.

## Historique
Un chemin est tracé en 1739 qui relie la rue Sadovaïa à la Fontanka et dont le nom est « voie Tchernychev », ou Tchernychiov, du nom des comtes Tchernychev qui possédaient les terres alentour. La parcelle entre le canal Catherine (nom du canal Griboïedov autrefois) et la rue Sadovaïa possède un chemin qui prend le nom de « rue du Passage » au milieu du XVIIIe siècle, mais on l’appelle communément « voie du Marché », car c'est par cette voie que passaient les victuailles (surtout viande et poisson) nécessaires au Marché marin (Morskoï rynok).
Elle s'appelle « voie de la Banque » en 1787 à cause de la banque des Assignats d'État qui la borde. C'est aujourd'hui l'université d'économie et de finances.
Au bout de la rue, la partie entre la Fontanka et la perspective Zagorodny, prend le nom en 1739 de « voie Kourakine » du nom du comte Kourakine dont elle traverse le terrain.
Ce n'est qu'en 1809 que toute la rue prend le nom de « voie Tchernychev ». 
L'architecte italien Carlo Rossi, qui a marqué l'histoire architecturale de la ville, aménage une place ronde au croisement de la « voie Tchernychev » et de la Fontanka qui prend le nom de Tchernychev également quelques années plus tard. Cette place et la voie ont pris le nom de Lomonossov en 1948.

## Bâtiments remarquables et lieux de mémoire
- N°1 (angle de la rue Sadovaïa): nouvelle rangée de la banque de la petite halle aux marchands (Maly Gostiny dvor), architecte Nikolaï Grebionka (1845-1850)
- N°2 (également N°9 rue Doumskaïa): Petite halle aux marchands (Maly Gostiny dvor), architecte Giacomo Quarenghi (17890), monument architectural protégé
- N°3-5: rangée dite d'Alexandre du marché Apraxine, architectes I. Corsini, A. Bertels, A. Volkov (1863 et 1875-1879)
- N°4: annexe du palais Vorontsov devenu Corps des Pages (construction de style baroque comprenant un étage supérieur), 1749-1757
- N°5: ancien bâtiment du gymnasium Tsarévitch Alexis Nikolaïevitch construit par Alexandre Bernardazzi en 1914-1916
- N°7 (à l'angle de la Fontanka): façade vitrée high tech refaite en 2004-2006 pour la filiale pétersbourgeoise de la banque centrale de Russie qui se trouve dans le bâtiment. L'autre façade donnant sur la Fontanka a gardé son style éclectique. On remarque un buste d'Alexandre III (fondateur de la Banque impériale de Russie d'après l'inscription) récemment installé contre la grille.
- N°8-10: ancienne annexe du Corps des Pages comprenant un étage supérieur construite par Alberto Cavos en 1832-1834 en style néoclassique avec fronton à la grecque

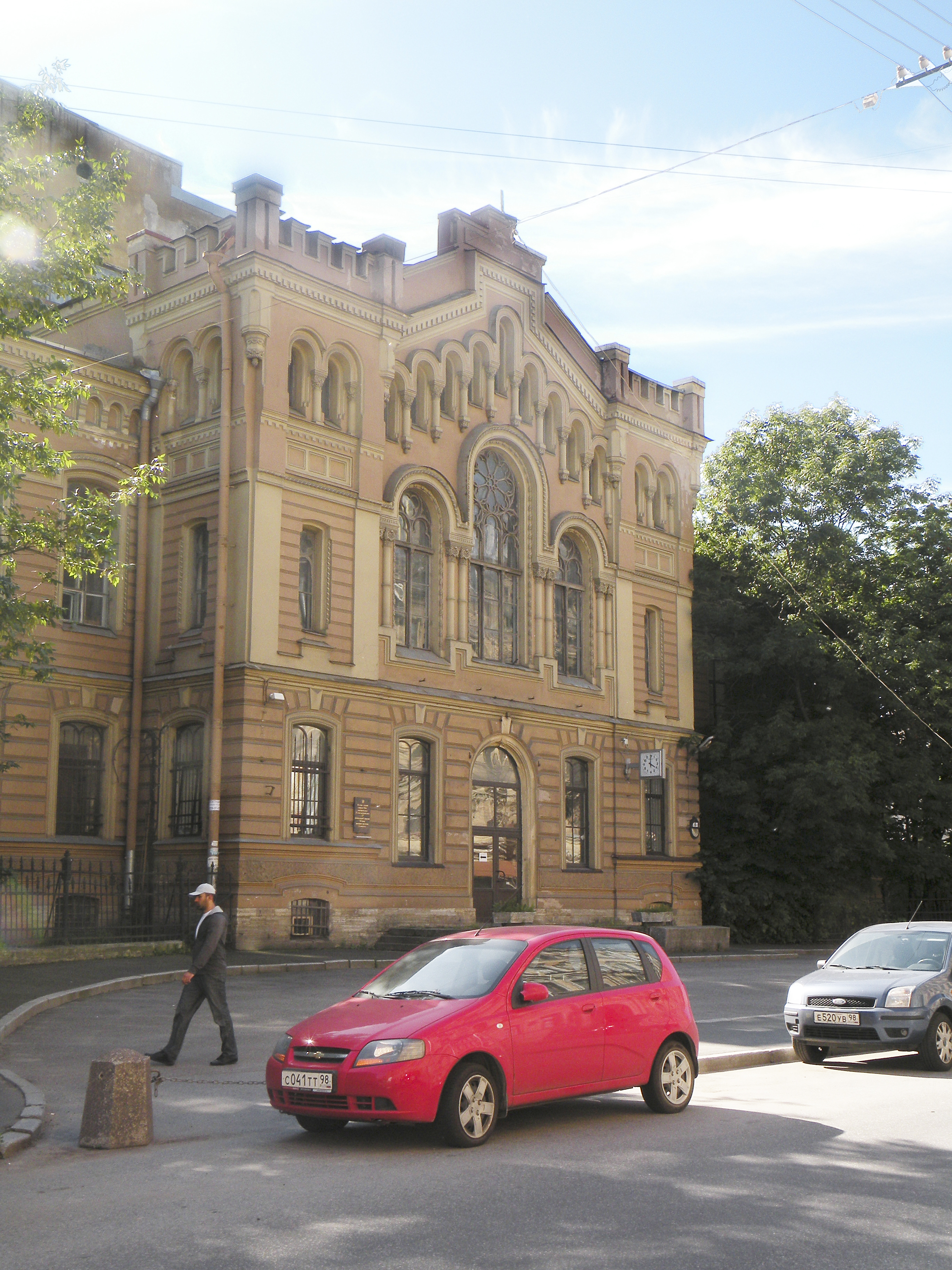
Ancienne école commerciale impériale au N°9

- N°9: bâtiment de l'École commerciale impériale, construit en style néorenaissance par Mikhaïl Makarov en 1869-1871, monument architectural protégé
- N°11a: immeuble de rapport (comprenant cinq étages supérieurs) de l'École commerciale impériale, construit en 1913-1915 par Nikolaï I. Bogdanov, appartenant aujourd'hui à l'institut pédagogique de l'université de Saint-Pétersbourg, monument architectural protégé
- N°12: immeuble de rapport de trois étages de couleur rose faisant l'angle de la Fontanka. C'est aujourd'hui un hôtel. Il a été construit par A. I. Lange en 1871-1872
- N°13: bâtiment ayant appartenu d'abord au lycée préparant à l'École commerciale, puis au lycée de jeunes filles Marie (Mariinskaïa gimnazia), construit en 1830, puis en 1857-1858. L'acteur Constantin Varlamov (1848-1915) y habita de 1908 à sa mort. Il a été reconstruit par Nikolaï Bogdanov en 1913-1915
- N°14: immeuble de rapport Elisseïev construit en 1891-1892 par Gavriil Baranovski, monument architectural protégé. C'est un immeuble luxueux de cinq étages avec pilastres, balcons, attique et frontons typique des capitales continentales européennes de la fin du XIXe siècle, avec de grandes vitrines de magasin au rez-de-chaussée. Il est en cours de restauration en 2012.
- N°16: immeuble de rapport Koudriavtsev (comprenant trois étages supérieurs hors comble) construit en 1874 par Ivan Strom[1], de style éclectique classique, monument architectural protégé.
- N°18: grand immeuble de rapport de quatre étages de style éclectique classique (avec frontons et balcons), construit en 1894 par A. S. Khrenov
- N°20: immeuble de rapport construit par l'architecte Mikhaïl Makarov en 1873-1874, de quatre étages avec deux légers avant-corps. Benedikt Livschitz y habita.
- N°22: immeuble de rapport construit en 1899 par l'architecte E. I. Buschmann en style éclectique classique de trois étages, plus un étage de chambres de service
- N°28 (également N°29 de la rue Rubinstein): immeuble de rapport construit en 1904-1905 par K. K. Kochendörfer, en style moderne classique.